# Di tích gia tộc Asakura, Ichijōdani

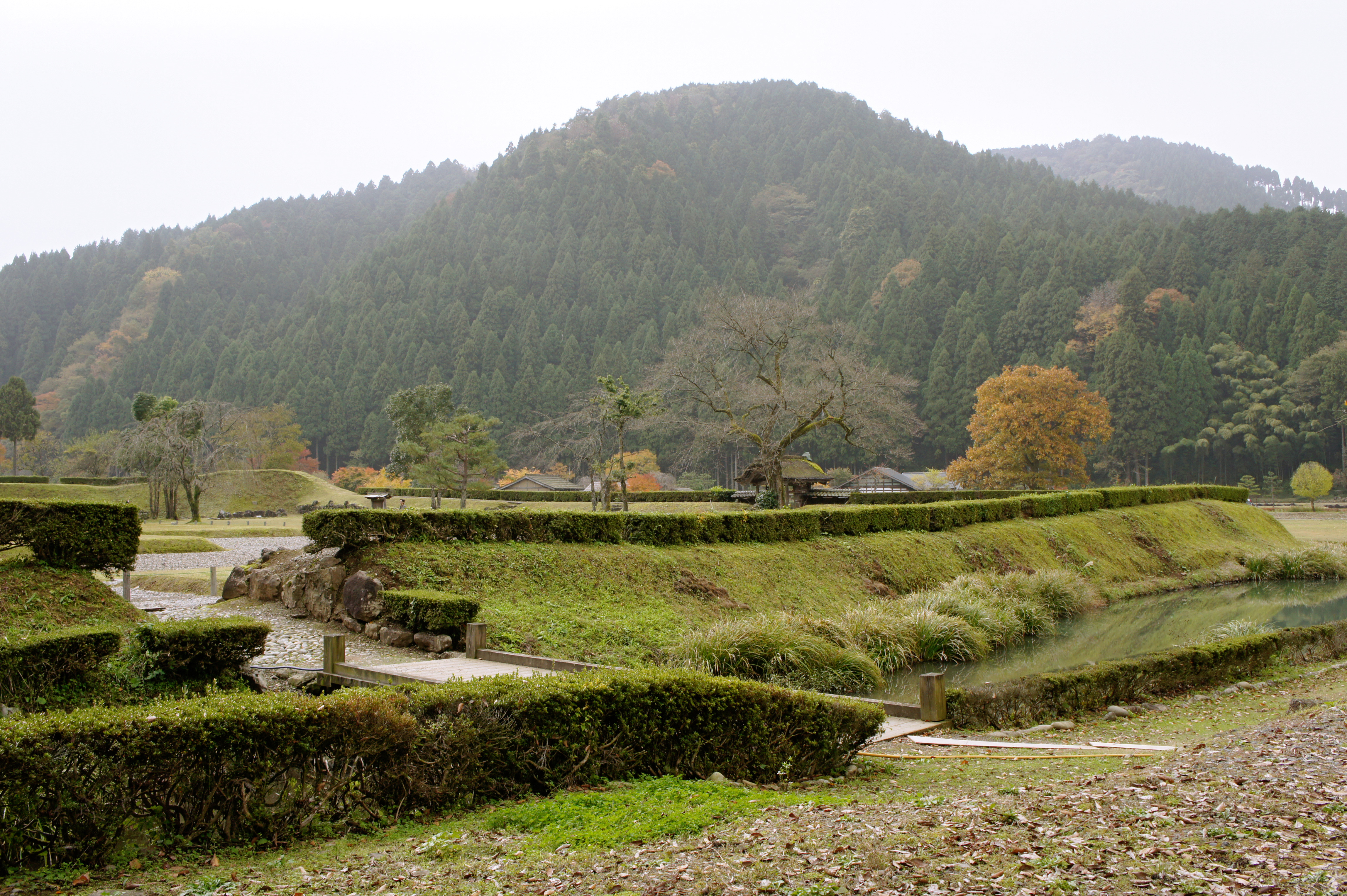
Asakura cư trú

Di tích gia tộc Asakura, Ichijōdani (tiếng Nhật: 一乗谷朝倉氏遺跡 Ichijōdani Asakura-shi Iseki. Nhất Thặng Cốc Triều Thương thị di tích) là một di tích lịch sử hạng đặc biệt của Nhật Bản nằm ở khu vực Kidonouchi ở thành phố Fukui, tỉnh Fukui là nơi mà gia tộc Asakura kiểm soát trong thời đại Sengoku. Di tích bao gồm các hạng mục như khu nhà ở của dòng họ Asakura, thành Ichijodani trên núi và phố phường dưới chân núi.

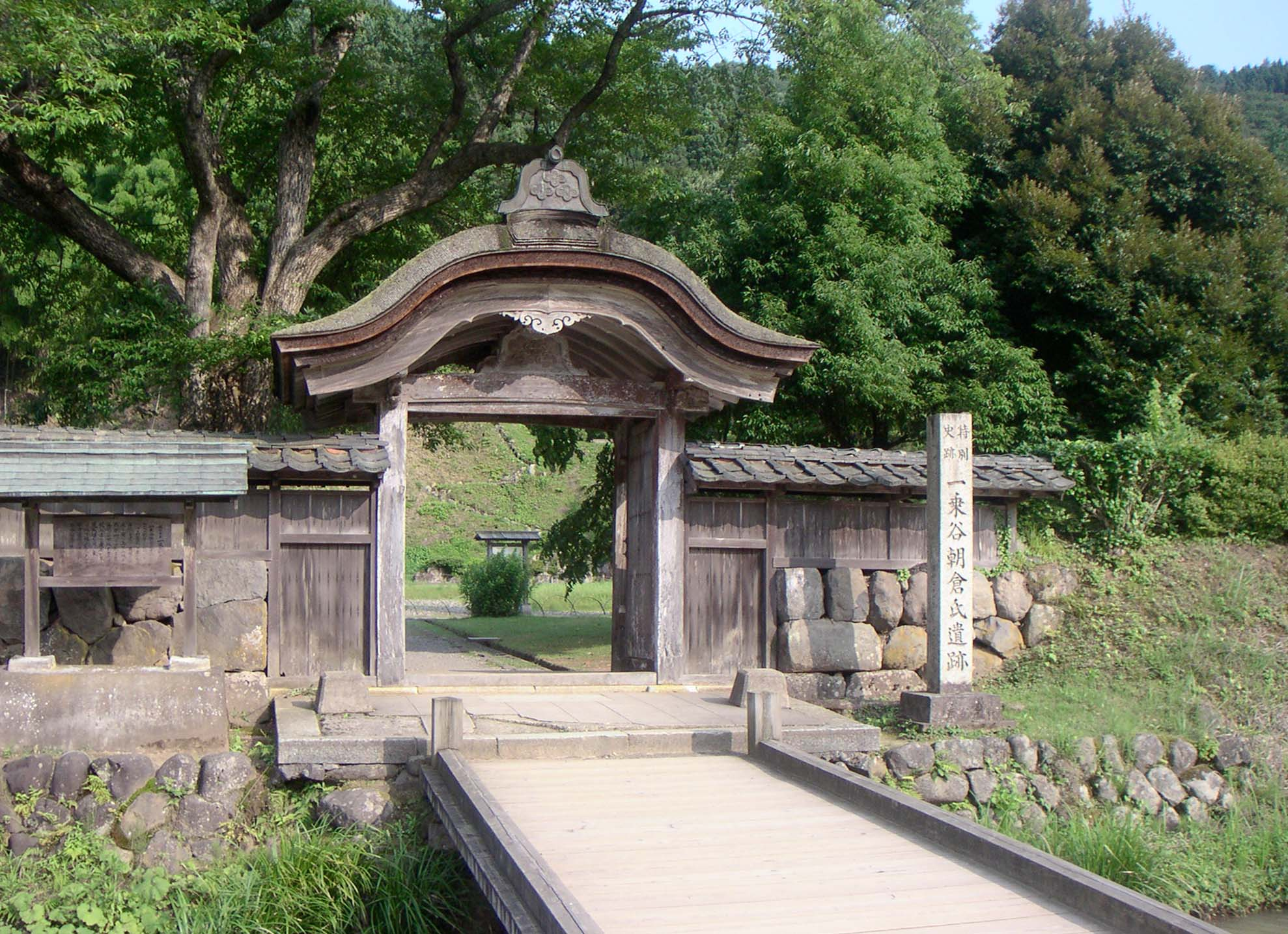
Ichijōdani Karamon